# Silene puranensis
Silene puranensis är en nejlikväxtart som först beskrevs av Li Hua Zhou, och fick sitt nu gällande namn av Cheng Yih Wu och H. Chuang. Silene puranensis ingår i släktet glimmar, och familjen nejlikväxter. Inga underarter finns listade i Catalogue of Life.